# Neurosia - 50 Jahre pervers
 Neurosia - 50 Jahre pervers  és una pel·lícula alemanya del 1995 dirigida per Rosa von Praunheim. La pel·lícula és un fals documental, una autobiografia de Rosa von Praunheim, emmarcada com un misteri d'assassinat en què el director és la víctima.

## Trama
Rosa von Praunheim, un polèmic director de cinema alemany, presenta l'estrena de la seva nova pel·lícula davant un públic en directe. Un cinéfil s'aixeca d'un salt i li dispara. Gesine Ganzman-Seipel, una reportera de televisió desdenyosa, té l'encàrrec de fer una sèrie de falsos documentals sobre l'existència disbauxada de la víctima i la seva carrera com a artista dilettant. El misteri que envolta la mort de von Praunheim és alimentat per la desaparició del cadàver.
Gesine comença a investigar sobre la brutícia de la vida notòriament hedonista de von Praunheim. Ella s'insinua a la vida privada de von Praunheim, enganyant la seva mare perquè li proporcioni accés a les seves pertinences personals. La mare fulleja un àlbum de fotos que comenta: "He sobreviscut a dues guerres mundials; viure amb ell la tercera". La reportera repassa els primers esforços d'una obra que inclou prop de 50 pel·lícules i recorda el paper que va tenir Rosa von Praunheim en el naixement del moviment gai alemany als anys setanta. També entrevista els coneguts de von Praunheim i mostra clips curts de pel·lícules antigues de Rosa. El seu objectiu principal és oferir detalls sensacionals i impactants de la vida de Rosa. Inicialment disgustada per la depravació que descobreix, la periodista llegeix les seves cartes d'amor i el seu correu d'odi, rastreja pistes i suggeriments anònims, ronda els lavabos públics i altres llocs de trobada de mala qualitat, parla amb els veïns, els ex-amants, les estrelles de les seves pel·lícules i els estranys familiars del difunt. Alguns dels excèntrics es neguen a parlar. Altres estan massa disposats a divulgar informació personal, com Evelyn Kunneke, que afirma que l'homosexualitat de von Praunheim era un dispositiu de recerca d'atenció i que realment l'estimava a ella.
Gesine segueix les pistes de von Praunheim fins a Nova York i coneix una antiga flama; recorda els horripilants hàbits alimentaris de Rosa i la seva horrible pràctica de tocar melodies populars bavareses al seu prepuci.
Gesine es dedica cada cop més a la seva tasca i possiblement simpatitza encara més amb la causa del seu subjecte. Tanmateix, poc després, promet als espectadors detalls dels assumptes de von Praunheim amb destacats empresaris i alts funcionaris del govern, l'església i l'exèrcit. Els diaris de von Praunheim que contenen evidències desapareixen i la sèrie és eliminada a causa de les pèssimes valoracions. Gesine persevera sense importar-li-ho, i finalment descobreix la veritat. Resulta que gairebé tothom tenia algun motiu per matar Rosa. Finalment Gesine descobreix Rosa en un vaixell on el mantenen presoner alguns dels seus antics enemics. Ella l'allibera i s'acaba la pel·lícula.

## Repartiment
- Désirée Nick - Gesine Ganzmann-Seipel
- Lotti Huber
- Evelyn Künneke
- Luzi Kryn
- Eva Ebner
- Friedrich Steinhauer
- Gertrud Mischwitzky
- Ichgola Androgyn